# Melkerei
Melkerei ist ein Stadtteil der Kleinstadt Landstuhl im Landkreis Kaiserslautern in Rheinland-Pfalz.

## Lage
Der Stadtteil grenzt an die Westpfälzische Moorniederung und liegt am Nordwesthang des Kahlenberg.

## Bauwerke
Im Stadtteil befindet sich das 1982 vom Architekten Erich Schneider-Wessling errichtete Solarhaus.

## Verkehr
Melkerei ist genauso wie die anderen Stadtteile an den städtischen Busverkehr angebunden, es verkehrt halbstündlich bis stündlich der Sickingen-Bus, sowie die Buslinie 160 (Kaiserslautern-Ramstein) des Verkehrsverbund Rhein-Neckar (VRN).